# Allentown (Geòrgia)
Allentown és una població dels Estats Units a l'estat de Geòrgia. Segons el cens del 2000 tenia 287 habitants.

## Demografia
Segons el cens del 2000, Allentown tenia 287 habitants, 121 habitatges, i 72 famílies. La densitat de població era de 36 habitants per km².
Dels 121 habitatges en un 28,9% hi vivien nens de menys de 18 anys, en un 45,5% hi vivien parelles casades, en un 9,9% dones solteres, i en un 39,7% no eren unitats familiars. En el 35,5% dels habitatges hi vivien persones soles el 23,1% de les quals corresponia a persones de 65 anys o més que vivien soles. El nombre mitjà de persones vivint en cada habitatge era de 2,37 i el nombre mitjà de persones que vivien en cada família era de 3,16.
Per edats la població es repartia de la següent manera: un 27,2% tenia menys de 18 anys, un 4,5% entre 18 i 24, un 24,7% entre 25 i 44, un 27,5% de 45 a 60 i un 16% 65 anys o més.
L'edat mediana era de 39 anys. Per cada 100 dones de 18 o més anys hi havia 75,6 homes.
La renda mediana per habitatge era de 31.500 $ i la renda mediana per família de 52.969 $. Els homes tenien una renda mediana de 41.875 $ mentre que les dones 26.250 $. La renda per capita de la població era de 16.475 $. Entorn del 16,4% de les famílies i el 19,5% de la població estaven per davall del llindar de pobresa.

## Poblacions més properes
El següent diagrama mostra les poblacions més properes.